# Roseland NYC Live
Pour les articles homonymes, voir Roseland.
Albums de Portishead
Portishead
(1997) Third
(2008)
Roseland NYC Live (aussi PNYC) est le premier album live de Portishead, sorti le 10 novembre 1998. Un enregistrement vidéo a été publié simultanément puis réédité en DVD en 2002.
Le concert enregistré a eu lieu le 24 juillet 1997 au Roseland Ballroom à New York. Lors de ce concert le groupe est accompagné d'un orchestre de 35 musiciens. L'enregistrement du morceau Sour Times provient toutefois d'un autre concert qui s'est déroulé le 1er avril 1998 au Warfield à San Francisco, tandis que celui de Roads provient du Quart Festival à Kristiansand, le 3 juillet 1998.

## Liste des pistes

### Disque
1. Humming – 6:27
2. Cowboys – 5:03
3. All Mine – 4:02
4. Mysterons – 5:41
5. Only You – 5:22
6. Half Day Closing – 4:14
7. Over – 4:13
8. Glory Box – 5:37
9. Sour Times – 5:21
10. Roads – 5:51
11. Strangers – 5:20

### Vidéo
1. Humming
2. Cowboys
3. All Mine
4. Half Day Closing
5. Over
6. Only You
7. Seven Months
8. Numb
9. Undenied
10. Mysterons
11. Sour Times
12. Elysium
13. Glory Box
14. Roads
15. Strangers
16. Western Eyes

## Personnel
D'après le livret de l'album Roseland NYC Live.

### Portishead
- Geoff Barrow – platines (pistes 1–5, 7–11); batterie (piste 6); direction musicale
- Beth Gibbons – chant
- Adrian Utley – Moog (pistes 1, 6); guitare (pistes 2–11); direction musicale, arrangements orchestraux

### Musicien additionnels
- John Baggott – claviers {{{1}}}
- Jim Barr – bass
- John Cornick – trombone (pistes 1, 3, 5, 11)
- Dave Ford – trompette (pistes 1, 3, 11); bugle (piste 5)
- Will Gregory – hautbois(piste 1); saxophone bariton (pistes 3, 5, 11)
- Andy Hague – trompette (pistes 1, 3, 11); bugle (track 5)
- Ben Waghorn – flute alto(pistes 1, 5, 11); saxophone alto(titres 3, 5, 11)
- Clive Deamer – batterie (pistes 2–5, 7–11); percussions(piste 6)
- Andy Smith – platines (track 6)
- Nick Ingman – conducting (pistes 1–8, 11); arrangements orchestraux
- New York Philharmonic – orchestre(pistes 1–8, 11)

### Technique
- Portishead – production (pistes 1–8, 11)
- Dave McDonald –
- Keith Grant – ingénieur son live
- Ian Huffam – ingénieur(titres 1–8, 11)
- Rik Simpson – ingénieur
- John Thompson – technicien
- Huw Williams – technicien
- Andy Taylor – son concert
- Jeff Hoffberger – son concert
- Dave Hewitt – enregistrement
- Sean McClintock – enregistrement
- Phil Gitomer – enregistrement
- Øystein Halvorsen – ingénieur (piste 10)
- Erik Lloyd Walkoff – production (piste 10)
- Paul Read – ingénieur assistant (titres 9, 10)
- Geoff Barrow – production (titres 9, 10)
- Adrian Utley – production (titres 9, 10)
- John Neilson – ingénieur (titres 9)

### Design
- Sarah Sherley-Price